# Phyllocnistis argentella
Phyllocnistis argentella là một loài bướm đêm thuộc họ Gracillariidae, known from quần đảo Rennell in quần đảo Solomon. Nó được miêu tả bởi J.D. Bradley năm 1957, ban đầu thuộc chi Opostega.